# Fernando Hurtado (Fußballspieler, 1983)
Fernando Javier Hurtado Pérez (* 5. April 1983 in Santiago de Chile) ist ein chilenischer Fußballtorwart.

## Karriere

### Verein
Fernando Hurtado spielte ab dem Alter von 16 Jahren für CD Cobreloa in der Jugend. Nachdem er bei Deportes Antofagasta Profi geworden war, kehrte der Torhüter zurück zu seinem Jugendverein und prägte dort eine Ära mit 144 Ligaspielen auf dem Platz.
2011 unterschrieb Fernando Hurtado bei Unión San Felipe, allerdings wurde bei seiner ersten Trainingseinheit beim neuen Klub seine Achillessehne durchtrennt, sodass er fast sechs Monate lang nicht spielen konnte. Nach der schweren Verletzung und Ablauf des Vertrages spielte er erneut bei Antofagasta. Dort lief sein Vertrag 2014 aus und er blieb ohne Verein, sodass er für ein Jahr in einer Sprengstofffirma arbeitete, ehe ihn Antofagasta wieder unter Vertrag nahm.
Zur Saison 2022 gab Hurtado seinen Wechsel zu den Santiago Wanderers bekannt.

### Nationalmannschaft
In der A-Nationalmannschaft Chiles absolvierte Hurtado sein einziges Länderspiel im Mai 2007 gegen Kuba. Beim 2:0-Erfolg im Freundschaftsspiel wurde er in der 83. Spielminute für Javier di Gregorio ausgewechselt.